# Troisième district congressionnel du Massachusetts
Le 3e district congressionnel du Massachusetts est situé dans le centre-nord et le nord-est du Massachusetts. Les plus grandes municipalités du district sont Lowell, Lawrence, Haverhill, Methuen, Billerica (en partie), Fitchburg et Marlborough.
Le district est représenté par la Démocrate Lori Trahan depuis 2019.

## Géographie
Depuis le redécoupage de 2021, le 3e district comprend 35 communes :

### Comté d'Essex(3)
Haverhill, Lawrence, Methuen

### Comté de Middlesex(21)
Acton, Ashby, Ayer (y compris la CDP Ayer et une partie de Devens), Billerica (une partie, également dans le 6e), Boxborough, Carlisle, Chelmsford, Concord (y compris West Concord), Dracut, Dunstable, Groton (y compris la CDP Groton), Hudson (y compris la CDP Hudson ), Littleton (y compris Littleton Common), Lowell, Marlborough, Pepperell (y compris East Pepperell et la CPD Pepperell), Shirley (y compris la CDP Shirley et une partie de Devens), Stow, Townsend (y compris la CDP Townsend), Tyngsborough et Westford

### Comté de Worcester(11)
Ashburnham (y compris South Ashburnham), Bolton, Berlin, Clinton (y compris la CDP Clinton), Fitchburg, Gardner, Harvard (y compris une partie de Devens), Lancaster (y compris South Lancaster), Lunenburg (y compris la CDP Lunenburg) Winchendon (y compris la CDP Winchendon), Westminster (une partie, également dans le 2e)

## Historique de vote
| Année | Poste     | Résultats               |
| ----- | --------- | ----------------------- |
| 2000  | Président | Gore 59,0 % – 35,0 %    |
| 2004  | Président | Kerry 59,0 % – 40,0 %   |
| 2008  | Président | Obama 58,8 % – 39,4 %   |
| 2012  | Président | Obama 56,9 % – 41,4 %   |
| 2016  | Président | Clinton 58,2 % – 35,4 % |
| 2020  | Président | Biden 63,8 % – 34,4 %   |

## Liste des Représentants du district
| Membre                          | Partie              | Années                                   | Congrès     | Histoire électorale | Zone géographique                                                                                     |
| ------------------------------- | ------------------- | ---------------------------------------- | ----------- | --- | --- |
| District établit le 4 mars 1789 |                     |                                          |             | | |
| Elbridge Gerry                  | Anti-Administration | 4 mars 1789 - 3 mars 1793                | 1er , 2e    | Élu en 1788. Réélu en 1790. Retrait. | 1789–1793 Comté de Middlesex                                                                          |
| Shearjashub Bourne (en)         | Pro Administration  | Ticket général 4 mars 1793 - 3 mars 1795 | 3e          | Redécoupage depuis le 5e district et réélu en 1793 sur un second bulletin, sur un ticket général à deux sièges, représentant le district des Comtés de Barnstable, Dukes et Nantucket.                                                | 1793–1795Comtés de Barnstable, Bristol, Dukes, Nantucket et Plymouth                                  |
| Peleg Coffin Jr. (en)           | Pro Administration  | Ticket général 4 mars 1793 - 3 mars 1795 | 3e          | Élu en 1792, sur un ticket général à deux sièges, représentant le district des Comtés de Bristol et Plymouth. Redécoupage vers le 5e district et perd sa réélection.                                                                  | 1793–1795Comtés de Barnstable, Bristol, Dukes, Nantucket et Plymouth                                  |
| Samuel Lyman (en)               | Fédéraliste         | 4 mars 1795 - 6 novembre 1800            | 4e - 6e     | Élu en 1794. Réélu en 1796. Réélu en 1798. Retrait et démissionne. | 1795–1803 Parties des Comtés d'Hampshire et Worcester                                                 |
| Vacant                          | Vacant              | 7 novembre 1800 - 2 février 1801         | 6e          | | 1795–1803 Parties des Comtés d'Hampshire et Worcester                                                 |
| Ebenezer Mattoon (en)           | Fédéraliste         | 2 février 1801 - 3 mars 1803             | 6e , 7e     | Élu en 1800 pour terminer le mandat de Lyman. Retrait. | 1795–1803 Parties des Comtés d'Hampshire et Worcester                                                 |
| Manasseh Cutler (en)            | Fédéraliste         | 4 mars 1803 - 3 mars 1805                | 8e          | Redécoupage depuis le 11e district et réélu en 1802. Retrait. | 1803–1813 "District d'Essex North" : Comté d'Essex (en partie)                                        |
| Jeremiah Nelson (en)            | Fédéraliste         | 4 mars 1805 - 3 mars 1807                | 9e          | Élu en 1804. Retrait. | 1803–1813 "District d'Essex North" : Comté d'Essex (en partie)                                        |
| Edward St. Loe Livermore (en)   | Fédéraliste         | 4 mars 1807 - 3 mars 1811                | 10e , 11e   | Élu en 1806. Réélu en 1808. Retrait. | 1803–1813 "District d'Essex North" : Comté d'Essex (en partie)                                        |
| Leonard White (en)              | Fédéraliste         | 4 mars 1811 - 3 mars 1813                | 12e         | Élu en 1810. Retrait. | 1803–1813 "District d'Essex North" : Comté d'Essex (en partie)                                        |
| Timothy Pickering               | Fédéraliste         | 4 mars 1813 - 3 mars 1815                | 13e         | Élu en 1812. Redécoupage vers le 2e district. | 1813–1815 "District d'Essex North" : Comté d'Essex (en partie)                                        |
| Jeremiah Nelson (en)            | Fédéraliste         | 4 mars 1815 - 3 mars 1825                | 14e - 18e   | Élu pour effectuer le mandat du Représentant élu Daniel A. White. Réélu en 1817. Réélu en 1818. Réélu en 1820. Réélu en 1822. Retrait.                                                                                                | 1815–1817 "District d'Essex North" : Parties des Comtés d'Essex et Middlesex                          |
| Jeremiah Nelson (en)            | Fédéraliste         | 4 mars 1815 - 3 mars 1825                | 14e - 18e   | Élu pour effectuer le mandat du Représentant élu Daniel A. White. Réélu en 1817. Réélu en 1818. Réélu en 1820. Réélu en 1822. Retrait.                                                                                                | 1817–1823 "District d'Essex North" : Parties des Comtés d'Essex et Middlesex                          |
| Jeremiah Nelson (en)            | Fédéraliste         | 4 mars 1815 - 3 mars 1825                | 14e - 18e   | Élu pour effectuer le mandat du Représentant élu Daniel A. White. Réélu en 1817. Réélu en 1818. Réélu en 1820. Réélu en 1822. Retrait.                                                                                                | 1823–1833 "District d'Essex North" : Parties des Comtés d'Essex et Middlesex                          |
| John Varnum (en)                | Anti-Jacksonien     | 4 mars 1825 - 3 mars 1831                | 19e - 21e   | Élu en 1825. Réélu en 1826. Réélu en 1828. Retrait. | |
| Jeremiah Nelson (en)            | Anti-Jacksonien     | 4 mars 1831 - 3 mars 1833                | 22e         | Élu en 1832 sur un treizième bulletin. Retrait. | |
| Gaytoon P. Osgood (en)          | Jacksonien (en)     | 4 mars 1833 - 3 mars 1835                | 23e         | Élu en 1833. Perd sa renomination. | 1833–1843 "District d'Essex North" : Parties des Comtés d'Essex et Middlesex                          |
| Caleb Cushing                   | Anti-Jacksonien     | 4 mars 1835 - 3 mars 1837                | 24e - 27e   | Élu en 1834. Réélu en 1836. Réélu en 1838. Réélu en 1840. Retrait. | 1833–1843 "District d'Essex North" : Parties des Comtés d'Essex et Middlesex                          |
| Caleb Cushing                   | Whig                | 4 mars 1837 - 3 mars 1843                | 24e - 27e   | Élu en 1834. Réélu en 1836. Réélu en 1838. Réélu en 1840. Retrait. | 1833–1843 "District d'Essex North" : Parties des Comtés d'Essex et Middlesex                          |
| Amos Abbott (en)                | Whig                | 4 mars 1843 - 3 mars 1849                | 28e - 30e   | Élu en 1844 sur un septième bulletin. Réélu en 1846. Retrait. | 1843–1853 "District d'Essex North" : Parties des Comtés d'Essex et Middlesex                          |
| James H. Duncan (en)            | Whig                | 4 mars 1849 - 3 mars 1853                | 31e , 32e   | Élu en 1848. Réélu en 1850. | 1843–1853 "District d'Essex North" : Parties des Comtés d'Essex et Middlesex                          |
| J. Wiley Edmands (en)           | Whig                | 4 mars 1853 - 3 mars 1855                | 33e         | Élu en 1852. Retrait. | 1853–1863 Parties des Comtés de Norfolk,Middlesex et Worcester                                        |
| William S. Damrell (en)         | Know Nothing        | 4 mars 1855 - 3 mars 1857                | 34e , 35e   | Élu en 1854. Réélu en 1856. Retrait dû à une santé défaillante. | 1853–1863 Parties des Comtés de Norfolk,Middlesex et Worcester                                        |
| William S. Damrell (en)         | Républicain         | 4 mars 1857 - 3 mars 1859                | 34e , 35e   | Élu en 1854. Réélu en 1856. Retrait dû à une santé défaillante. | 1853–1863 Parties des Comtés de Norfolk,Middlesex et Worcester                                        |
| Charles Adams                   | Républicain         | 4 mars 1859 - 1er mai 1861               | 36e , 37e   | Élu en 1858. Réélu en 1860. Démissionne pour devenir Ambassadeur des États-Unis en Angleterre. | 1853–1863 Parties des Comtés de Norfolk,Middlesex et Worcester                                        |
| Vacant                          | Vacant              | 1er mai 1861 - 11 juin 1861              | 37          | | 1853–1863 Parties des Comtés de Norfolk,Middlesex et Worcester                                        |
| Benjamin Thomas (en)            | Unioniste           | 11 juin 1861 - 3 mars 1863               | 37          | Élu pour terminer le mandat d'Adams. Retrait. | 1853–1863 Parties des Comtés de Norfolk,Middlesex et Worcester                                        |
| Alexander H. Rice               | Républicain         | 4 mars 1863 - 3 mars 1867                | 38e , 39e   | Redécoupage depuis le 4e district et réélu en 1862. Réélu en 1864. Retrait. | 1863–1867 Parties des Comtés de Norfolk et Suffolk : Boston (districts 4, 7, 8, 10 et 12)             |
| Ginery Twichell (en)            | Républicain         | 4 mars 1867 - 3 mars 1873                | 40e - 42e   | Élu en 1866. Réélu en 1868. Réélu en 1870. Retrait. | 1867–1873 Parties des Comtés de Norfolk et Suffolk : Boston (districts 5, 7, 8, 10 et 12)             |
| William Whiting                 | Républicain         | 4 mars 1873 - 29 juin 1873               | 43e         | Élu en 1872. Décès. | 1873–1877 Comté de Suffolk : Boston (districts 7, 8, 10 et 16)                                        |
| Vacant                          | Vacant              | 29 juin 1873 - 1er décembre 1873         | 43e         | | 1873–1877 Comté de Suffolk : Boston (districts 7, 8, 10 et 16)                                        |
| Henry L. Pierce (en)            | Républicain         | 1er décembre 1873 - 3 mars 1877          | 43e , 44e   | Élu pour terminer le mandat de Whiting. Réélu en 1874. Retrait. | 1873–1877 Comté de Suffolk : Boston (districts 7, 8, 10 et 16)                                        |
| Walbridge A. Field (en)         | Républicain         | 4 mars 1877 - 28 mars 1878               | 45e         | Perd la contestation de son élection. | 1877–1883 Comté de Suffolk : Boston (districts 13 à 21 et 24)                                         |
| Benjamin Dean (en)              | Démocrate           | 28 mars 1878 - 3 mars 1879               | 45e         | Remporte la contestation de son élection. Retrait. | 1877–1883 Comté de Suffolk : Boston (districts 13 à 21 et 24)                                         |
| Walbridge A. Field (en)         | Républicain         | 4 mars 1879 - 3 mars 1881                | 46e         | Élu en 1878. Retrait. | 1877–1883 Comté de Suffolk : Boston (districts 13 à 21 et 24)                                         |
| Ambrose Ranney (en)             | Républicain         | 4 mars 1881 - 3 mars 1887                | 47e - 49e   | Élu en 1880. Réélu en 1882. Réélu en 1884. Perd sa réélection. | 1877–1883 Comté de Suffolk : Boston (districts 13 à 21 et 24)                                         |
| Ambrose Ranney (en)             | Républicain         | 4 mars 1881 - 3 mars 1887                | 47e - 49e   | Élu en 1880. Réélu en 1882. Réélu en 1884. Perd sa réélection. | 1883–1893 Comté de Norfolk et Comté de Suffolk : Boston (district 11, 15 (quartiers 3 et 4), 17 à 24) |
| Leopold Morse (en)              | Démocrate           | 4 mars 1887 - 3 mars 1889                | 50e         | Élu en 1886. Retrait. | |
| John F. Andrew (en)             | Démocrate           | 4 mars 1889 - 3 mars 1893                | 51e , 52e   | Élu en 1888. Réélu en 1890. Perd sa réélection. | |
| Joseph H. Walker (en)           | Républicain         | 4 mars 1893 - 3 mars 1899                | 53e - 55e   | Redécoupage depuis le 10e district et réélu en 1892. Réélu en 1894. Réélu en 1896. Perd sa réélection. | 1893–1903 Parties des Comtés de Middlesex et Worcester                                                |
| John R. Thayer (en)             | Démocrate           | 4 mars 1899 - 3 mars 1905                | 56e - 58e   | Élu en 1898. Réélu en 1900. Réélu en 1902. Retrait. | 1893–1903 Parties des Comtés de Middlesex et Worcester                                                |
| John R. Thayer (en)             | Démocrate           | 4 mars 1899 - 3 mars 1905                | 56e - 58e   | Élu en 1898. Réélu en 1900. Réélu en 1902. Retrait. | 1903–1913 Partie du Comté de Worcester                                                                |
| Rockwood Hoar (en)              | Républicain         | 4 mars 1905 - 1er novembre 1906          | 59e         | Élu en 1904. Décès. | |
| Vacant                          | Vacant              | 1er novembre 1906 - 18 décembre 1906     | 59e         | | |
| Charles G. Washburn (en)        | Républicain         | 18 décembre 1906 - 3 mars 1911           | 59e - 61e   | Élu pour terminer le mandat de Hoar. Réélu en 1906. Réélu en 1908. Perd sa réélection. | |
| John A. Thayer (en)             | Démocrate           | 4 mars 1911 - 3 mars 1913                | 62e         | Élu en 1910. Perd sa réélection. | |
| William H. Wilder (en)          | Républicain         | 4 mars 1913 - 11 septembre 1913          | 63e         | Redécoupage depuis le 4e district et réélu en 1912. Décès. | 1913–1927 Parties des Comtés de Franklin, Hampshire, Middlesex, Hampden et Worcester                  |
| Vacant                          | Vacant              | 11 septembre 1913 - 4 novembre 1913      | 63e         | | 1913–1927 Parties des Comtés de Franklin, Hampshire, Middlesex, Hampden et Worcester                  |
| Calvin Paige (en)               | Républicain         | 4 novembre 1913 - 3 mars 1925            | 63e - 68e   | Élu pour terminer le mandat de Wilder. Réélu en 1914. Réélu en 1916. Réélu en 1918. Réélu en 1920. Réélu en 1922. Retrait. | 1913–1927 Parties des Comtés de Franklin, Hampshire, Middlesex, Hampden et Worcester                  |
| Frank H. Foss (en)              | Républicain         | 4 mars 1925 - 3 janvier 1935             | 69e - 73e   | Élu en 1924. Réélu en 1926. Réélu en 1928. Réélu en 1930. Réélu en 1932. Perd sa réélection. | 1913–1927 Parties des Comtés de Franklin, Hampshire, Middlesex, Hampden et Worcester                  |
| Frank H. Foss (en)              | Républicain         | 4 mars 1925 - 3 janvier 1935             | 69e - 73e   | Élu en 1924. Réélu en 1926. Réélu en 1928. Réélu en 1930. Réélu en 1932. Perd sa réélection. | 1927–1933 Parties des Comtés de Franklin, Hampden et Hampshire                                        |
| Frank H. Foss (en)              | Républicain         | 4 mars 1925 - 3 janvier 1935             | 69e - 73e   | Élu en 1924. Réélu en 1926. Réélu en 1928. Réélu en 1930. Réélu en 1932. Perd sa réélection. | 1933–1943 Parties des Comtés d'Hampden, Hampshire, Middlesex et Worcester                             |
| Joseph E. Casey (en)            | Démocrate           | 3 janvier 1935 - 3 janvier 1945          | 74e - 77e   | Élu en 1934. Réélu en 1936. Réélu en 1938. Réélu en 1940. Retrait pour se présenter comme Sénateur des États-Unis. | |
| Philip P. Philbin (en)          | Démocrate           | 3 janvier 1943 - 3 janvier 1971          | 78e - 91e   | Élu en 1942. Réélu en 1944. Réélu en 1946. Réélu en 1948. Réélu en 1950. Réélu en 1952. Réélu en 1954. Réélu en 1956. Réélu en 1958. Réélu en 1960. Réélu en 1962. Réélu en 1964. Réélu en 1966. Réélu en 1968. Perd sa renomination. | 1943–1963 Parties des Comtés d'Hampden, Hampshire, Middlesex et Worcester                             |
| Philip P. Philbin (en)          | Démocrate           | 3 janvier 1943 - 3 janvier 1971          | 78e - 91e   | Élu en 1942. Réélu en 1944. Réélu en 1946. Réélu en 1948. Réélu en 1950. Réélu en 1952. Réélu en 1954. Réélu en 1956. Réélu en 1958. Réélu en 1960. Réélu en 1962. Réélu en 1964. Réélu en 1966. Réélu en 1968. Perd sa renomination. | 1963–1973 Parties des Comtés de Worcester, Middlesex, Norfolk                                         |
| Philip P. Philbin (en)          | Démocrate           | 3 janvier 1943 - 3 janvier 1971          | 78e - 91e   | Élu en 1942. Réélu en 1944. Réélu en 1946. Réélu en 1948. Réélu en 1950. Réélu en 1952. Réélu en 1954. Réélu en 1956. Réélu en 1958. Réélu en 1960. Réélu en 1962. Réélu en 1964. Réélu en 1966. Réélu en 1968. Perd sa renomination. | 1969–1973 Parties des Comtés de Middlesex et Worcester                                                |
| Robert Drinan                   | Démocrate           | 3 janvier 1971 - 3 janvier 1973          | 92e         | Élu en 1970. Redécoupage vers le 4e district. | |
| Harold Donohue (en)             | Démocrate           | 3 janvier 1973 - 31 décembre 1974        | 93e         | Redécoupage depuis le 4e district et réélu en 1972. Retrait et démissionne. | 1973–1983 Parties des Comtés de Middlesex, Norfolk et Worcester                                       |
| Vacant                          | Vacant              | 31 décembre 1974 - 3 janvier 1975        | 93e         | | 1973–1983 Parties des Comtés de Middlesex, Norfolk et Worcester                                       |
| Joseph D. Early (en)            | Démocrate           | 3 janvier 1975 - 3 janvier 1993          | 94e - 102e  | Élu en 1974. Réélu en 1976. Réélu en 1978. Réélu en 1980. Réélu en 1982. Réélu en 1984. Réélu en 1986. Réélu en 1988. Réélu en 1990. Perd sa réélection.                                                                              | 1973–1983 Parties des Comtés de Middlesex, Norfolk et Worcester                                       |
| Joseph D. Early (en)            | Démocrate           | 3 janvier 1975 - 3 janvier 1993          | 94e - 102e  | Élu en 1974. Réélu en 1976. Réélu en 1978. Réélu en 1980. Réélu en 1982. Réélu en 1984. Réélu en 1986. Réélu en 1988. Réélu en 1990. Perd sa réélection.                                                                              | 1983–1993 Parties des Comtés de Middlesex, Norfolk et Worcester                                       |
| Peter I. Blute (en)             | Républicain         | 3 janvier 1993 - 3 janvier 1997          | 103e , 104e | Élu en 1992. Réélu en 1994. Perd sa réélection. | 1993–2003 Parties des Comtés de Bristol, Middlesex, Norfolk et Worcester                              |
| Jim McGovern                    | Démocrate           | 3 janvier 1997 - 3 janvier 2013          | 105e - 112e | Élu en 1996. Réélu en 1998. Réélu en 2000. Réélu en 2002. Réélu en 2004. Réélu en 2006. Réélu en 2008. Réélu en 2010. Redécoupage vers le 2e district.                                                                                | 1993–2003 Parties des Comtés de Bristol, Middlesex, Norfolk et Worcester                              |
| Jim McGovern                    | Démocrate           | 3 janvier 1997 - 3 janvier 2013          | 105e - 112e | Élu en 1996. Réélu en 1998. Réélu en 2000. Réélu en 2002. Réélu en 2004. Réélu en 2006. Réélu en 2008. Réélu en 2010. Redécoupage vers le 2e district.                                                                                | 2003–2013 Parties des Comtés de Bristol, Middlesex, Norfolk et Worcester                              |
| Niki Tsongas                    | Démocrate           | 3 janvier 2013 - 3 janvier 2019          | 113e - 115e | Redécoupage depuis le 5e district et réélu en 2012. Réélu en 2014. Réélu en 2016. Retrait. | 2013–Présent                                                                                          |
| Lori Trahan                     | Démocrate           | 3 janvier 2019 - Présent                 | 116e - 118e | Élu en 2018. Réélu en 2020. Réélu en 2022. | 2013–Présent                                                                                          |

## Résultats des récentes élections
Voici les résultats des dix précédents cycles électoraux dans le district.

### 2004
| Élection de 2004 du 3e district congressionnel du Massachusetts | Élection de 2004 du 3e district congressionnel du Massachusetts | Élection de 2004 du 3e district congressionnel du Massachusetts | Élection de 2004 du 3e district congressionnel du Massachusetts | Élection de 2004 du 3e district congressionnel du Massachusetts |
| --------------------------------------------------------------- | --------------------------------------------------------------- | --------------------------------------------------------------- | --------------------------------------------------------------- | --------------------------------------------------------------- |
| Parti                                                           | Parti                                                           | Candidat                                                        | Votes                                                           | %                                                               |
|                                                                 | Démocrate                                                       | Jim McGovern (sortant)                                          | 192 036                                                         | 67,15                                                           |
|                                                                 | Républicain                                                     | Ronald Crews                                                    | 80 197                                                          | 28,04                                                           |
|                                                                 | Votes blancs                                                    | Votes blancs                                                    | 13 584                                                          | 4,75                                                            |
|                                                                 | Write-In                                                        | Write-In                                                        | 179                                                             | 0,06                                                            |
| Total des votes                                                 | Total des votes                                                 | Total des votes                                                 | 285 996                                                         | 100 %                                                           |
|                                                                 | Les Démocrates conservent                                       |                                                                 |                                                                 |                                                                 |

### 2006
| Élection de 2006 du 3e district congressionnel du Massachusetts | Élection de 2006 du 3e district congressionnel du Massachusetts | Élection de 2006 du 3e district congressionnel du Massachusetts | Élection de 2006 du 3e district congressionnel du Massachusetts | Élection de 2006 du 3e district congressionnel du Massachusetts |
| --------------------------------------------------------------- | --------------------------------------------------------------- | --------------------------------------------------------------- | --------------------------------------------------------------- | --------------------------------------------------------------- |
| Parti                                                           | Parti                                                           | Candidat                                                        | Votes                                                           | %                                                               |
|                                                                 | Démocrate                                                       | Jim McGovern (sortant)                                          | 166 973                                                         | 77,63                                                           |
|                                                                 | Votes blancs                                                    | Votes blancs                                                    | 46 145                                                          | 21,45                                                           |
|                                                                 | Write-In                                                        | Write-In                                                        | 1 983                                                           | 0,92                                                            |
| Total des votes                                                 | Total des votes                                                 | Total des votes                                                 | 215 101                                                         | 100 %                                                           |
|                                                                 | Les Démocrates conservent                                       |                                                                 |                                                                 |                                                                 |

### 2008
| Élection de 2008 du 3e district congressionnel du Massachusetts | Élection de 2008 du 3e district congressionnel du Massachusetts | Élection de 2008 du 3e district congressionnel du Massachusetts | Élection de 2008 du 3e district congressionnel du Massachusetts | Élection de 2008 du 3e district congressionnel du Massachusetts |
| --------------------------------------------------------------- | --------------------------------------------------------------- | --------------------------------------------------------------- | --------------------------------------------------------------- | --------------------------------------------------------------- |
| Parti                                                           | Parti                                                           | Candidat                                                        | Votes                                                           | %                                                               |
|                                                                 | Démocrate                                                       | Jim McGovern (sortant)                                          | 227 619                                                         | 75,04                                                           |
|                                                                 | Votes blancs                                                    | Votes blancs                                                    | 72 208                                                          | 23,81                                                           |
|                                                                 | Write-In                                                        | Write-In                                                        | 3 488                                                           | 1,15                                                            |
| Total des votes                                                 | Total des votes                                                 | Total des votes                                                 | 303 315                                                         | 100 %                                                           |
|                                                                 | Les Démocrates conservent                                       |                                                                 |                                                                 |                                                                 |

### 2010
| Élection de 2010 du 3e district congressionnel du Massachusetts | Élection de 2010 du 3e district congressionnel du Massachusetts | Élection de 2010 du 3e district congressionnel du Massachusetts | Élection de 2010 du 3e district congressionnel du Massachusetts | Élection de 2010 du 3e district congressionnel du Massachusetts |
| --------------------------------------------------------------- | --------------------------------------------------------------- | --------------------------------------------------------------- | --------------------------------------------------------------- | --------------------------------------------------------------- |
| Parti                                                           | Parti                                                           | Candidat                                                        | Votes                                                           | %                                                               |
|                                                                 | Démocrate                                                       | Jim McGovern (sortant)                                          | 122 357                                                         | 56,5                                                            |
|                                                                 | Républicain                                                     | Marty Lamb                                                      | 84 972                                                          | 39,2                                                            |
|                                                                 | Indépendant                                                     | Patrick Barron                                                  | 9304                                                            | 4,3                                                             |
| Total des votes                                                 | Total des votes                                                 | Total des votes                                                 | 216 633                                                         | 100 %                                                           |
|                                                                 | Les Démocrates conservent                                       |                                                                 |                                                                 |                                                                 |

### 2012
| Élection de 2012 du 3e district congressionnel du Massachusetts | Élection de 2012 du 3e district congressionnel du Massachusetts | Élection de 2012 du 3e district congressionnel du Massachusetts | Élection de 2012 du 3e district congressionnel du Massachusetts | Élection de 2012 du 3e district congressionnel du Massachusetts |
| --------------------------------------------------------------- | --------------------------------------------------------------- | --------------------------------------------------------------- | --------------------------------------------------------------- | --------------------------------------------------------------- |
| Parti                                                           | Parti                                                           | Candidat                                                        | Votes                                                           | %                                                               |
|                                                                 | Démocrate                                                       | Niki Tsongas (sortante)                                         | 24 105                                                          | 99,2                                                            |
|                                                                 | Write-In                                                        | Write-In                                                        | 196                                                             | 0,8                                                             |
| Total des votes                                                 | Total des votes                                                 | Total des votes                                                 | 24 301                                                          | 100 %                                                           |
|                                                                 | Les Démocrates conservent                                       |                                                                 |                                                                 |                                                                 |

### 2014
| Élection de 2014 du 3e district congressionnel du Massachusetts | Élection de 2014 du 3e district congressionnel du Massachusetts | Élection de 2014 du 3e district congressionnel du Massachusetts | Élection de 2014 du 3e district congressionnel du Massachusetts | Élection de 2014 du 3e district congressionnel du Massachusetts |
| --------------------------------------------------------------- | --------------------------------------------------------------- | --------------------------------------------------------------- | --------------------------------------------------------------- | --------------------------------------------------------------- |
| Parti                                                           | Parti                                                           | Candidat                                                        | Votes                                                           | %                                                               |
|                                                                 | Démocrate                                                       | Niki Tsongas (sortante)                                         | 139 104                                                         | 60,3                                                            |
|                                                                 | Républicain                                                     | Ann Wofford                                                     | 81 638                                                          | 35,4                                                            |
|                                                                 | Write-In                                                        | Write-In                                                        | 204                                                             | 0,1                                                             |
| Total des votes                                                 | Total des votes                                                 | Total des votes                                                 | 230 789                                                         | 100 %                                                           |
|                                                                 | Les Démocrates conservent                                       |                                                                 |                                                                 |                                                                 |

### 2016
| Élection de 2016 du 3e district congressionnel du Massachusetts | Élection de 2016 du 3e district congressionnel du Massachusetts | Élection de 2016 du 3e district congressionnel du Massachusetts | Élection de 2016 du 3e district congressionnel du Massachusetts | Élection de 2016 du 3e district congressionnel du Massachusetts |
| --------------------------------------------------------------- | --------------------------------------------------------------- | --------------------------------------------------------------- | --------------------------------------------------------------- | --------------------------------------------------------------- |
| Parti                                                           | Parti                                                           | Candidat                                                        | Votes                                                           | %                                                               |
|                                                                 | Démocrate                                                       | Niki Tsongas (sortante)                                         | 236 713                                                         | 68,7                                                            |
|                                                                 | Républicain                                                     | Ann Wofford                                                     | 107 519                                                         | 31,2                                                            |
|                                                                 | Write-In                                                        | Write-In                                                        | 360                                                             | 0,1                                                             |
| Total des votes                                                 | Total des votes                                                 | Total des votes                                                 | 344 592                                                         | 100 %                                                           |
|                                                                 | Les Démocrates conservent                                       |                                                                 |                                                                 |                                                                 |

### 2018
| Élection de 2018 du 3e district congressionnel du Massachusetts | Élection de 2018 du 3e district congressionnel du Massachusetts | Élection de 2018 du 3e district congressionnel du Massachusetts | Élection de 2018 du 3e district congressionnel du Massachusetts | Élection de 2018 du 3e district congressionnel du Massachusetts |
| --------------------------------------------------------------- | --------------------------------------------------------------- | --------------------------------------------------------------- | --------------------------------------------------------------- | --------------------------------------------------------------- |
| Parti                                                           | Parti                                                           | Candidat                                                        | Votes                                                           | %                                                               |
|                                                                 | Démocrate                                                       | Lori Trahan                                                     | 173 175                                                         | 62,0                                                            |
|                                                                 | Républicain                                                     | Rick Green                                                      | 93 445                                                          | 33,4                                                            |
|                                                                 | Indépendant                                                     | Mike Mullen                                                     | 12 572                                                          | 4,5                                                             |
|                                                                 | Write-In                                                        | Write-In                                                        | 135                                                             | 0,1                                                             |
| Total des votes                                                 | Total des votes                                                 | Total des votes                                                 | 279 327                                                         | 100 %                                                           |
|                                                                 | Les Démocrates conservent                                       |                                                                 |                                                                 |                                                                 |

### 2020
| Élection de 2020 du 3e district congressionnel du Massachusetts | Élection de 2020 du 3e district congressionnel du Massachusetts | Élection de 2020 du 3e district congressionnel du Massachusetts | Élection de 2020 du 3e district congressionnel du Massachusetts | Élection de 2020 du 3e district congressionnel du Massachusetts |
| --------------------------------------------------------------- | --------------------------------------------------------------- | --------------------------------------------------------------- | --------------------------------------------------------------- | --------------------------------------------------------------- |
| Parti                                                           | Parti                                                           | Candidat                                                        | Votes                                                           | %                                                               |
|                                                                 | Démocrate                                                       | Lori Trahan (sortante)                                          | 286 896                                                         | 97,7                                                            |
|                                                                 | Write-In                                                        | Write-In                                                        | 6 643                                                           | 2,3                                                             |
| Total des votes                                                 | Total des votes                                                 | Total des votes                                                 | 293 539                                                         | 100 %                                                           |
|                                                                 | Les Démocrates conservent                                       |                                                                 |                                                                 |                                                                 |

### 2022
| Primaire Démocrate de 2022 du 3e district congressionnel du Massachusetts | Primaire Démocrate de 2022 du 3e district congressionnel du Massachusetts | Primaire Démocrate de 2022 du 3e district congressionnel du Massachusetts | Primaire Démocrate de 2022 du 3e district congressionnel du Massachusetts | Primaire Démocrate de 2022 du 3e district congressionnel du Massachusetts |
| ------------------------------------------------------------------------- | ------------------------------------------------------------------------- | ------------------------------------------------------------------------- | ------------------------------------------------------------------------- | ------------------------------------------------------------------------- |
| Parti                                                                     | Parti                                                                     | Candidat                                                                  | Votes                                                                     | %                                                                         |
|                                                                           | Démocrate                                                                 | Lori Trahan (sortante)                                                    | 64 190                                                                    | 99,6                                                                      |
|                                                                           | Write-In                                                                  | Write-In                                                                  | 283                                                                       | 0,4                                                                       |

| Primaire Républicaine de 2022 du 3e district congressionnel du Massachusetts | Primaire Républicaine de 2022 du 3e district congressionnel du Massachusetts | Primaire Républicaine de 2022 du 3e district congressionnel du Massachusetts | Primaire Républicaine de 2022 du 3e district congressionnel du Massachusetts | Primaire Républicaine de 2022 du 3e district congressionnel du Massachusetts |
| ---------------------------------------------------------------------------- | ---------------------------------------------------------------------------- | ---------------------------------------------------------------------------- | ---------------------------------------------------------------------------- | ---------------------------------------------------------------------------- |
| Parti                                                                        | Parti                                                                        | Candidat                                                                     | Votes                                                                        | %                                                                            |
|                                                                              | Républicain                                                                  | Dean Tran                                                                    | 24 087                                                                       | 99,3                                                                         |
|                                                                              | Write-In                                                                     | Write-In                                                                     | 180                                                                          | 0,7                                                                          |

| Élection de 2022 du 3e district congressionnel du Massachusetts | Élection de 2022 du 3e district congressionnel du Massachusetts | Élection de 2022 du 3e district congressionnel du Massachusetts | Élection de 2022 du 3e district congressionnel du Massachusetts | Élection de 2022 du 3e district congressionnel du Massachusetts |
| --------------------------------------------------------------- | --------------------------------------------------------------- | --------------------------------------------------------------- | --------------------------------------------------------------- | --------------------------------------------------------------- |
| Parti                                                           | Parti                                                           | Candidat                                                        | Votes                                                           | %                                                               |
|                                                                 | Démocrate                                                       | Lori Trahan (sortante)                                          | 154 496                                                         | 63,5                                                            |
|                                                                 | Républicain                                                     | Dean Tran                                                       | 88 585                                                          | 36,4                                                            |
|                                                                 | Write-In                                                        | Write-In                                                        | 220                                                             | 0,1                                                             |
| Total des votes                                                 | Total des votes                                                 | Total des votes                                                 | 243 301                                                         | 100 %                                                           |
|                                                                 | Les Démocrates conservent                                       |                                                                 |                                                                 |                                                                 |

### 2024
| Primaire Démocrate de 2024 du 3e district congressionnel du Massachusetts | Primaire Démocrate de 2024 du 3e district congressionnel du Massachusetts | Primaire Démocrate de 2024 du 3e district congressionnel du Massachusetts | Primaire Démocrate de 2024 du 3e district congressionnel du Massachusetts | Primaire Démocrate de 2024 du 3e district congressionnel du Massachusetts |
| ------------------------------------------------------------------------- | ------------------------------------------------------------------------- | ------------------------------------------------------------------------- | ------------------------------------------------------------------------- | ------------------------------------------------------------------------- |
| Parti                                                                     | Parti                                                                     | Candidat                                                                  | Votes                                                                     | %                                                                         |
|                                                                           | Démocrate                                                                 | Lori Trahan (sortante)                                                    | 54 612                                                                    | 99,4                                                                      |
|                                                                           | Write-In                                                                  | Write-In                                                                  | 357                                                                       | 0,6                                                                       |

| Élection de 2024 du 3e district congressionnel du Massachusetts | Élection de 2024 du 3e district congressionnel du Massachusetts | Élection de 2024 du 3e district congressionnel du Massachusetts | Élection de 2024 du 3e district congressionnel du Massachusetts | Élection de 2024 du 3e district congressionnel du Massachusetts |
| --------------------------------------------------------------- | --------------------------------------------------------------- | --------------------------------------------------------------- | --------------------------------------------------------------- | --------------------------------------------------------------- |
| Parti                                                           | Parti                                                           | Candidat                                                        | Votes                                                           | %                                                               |
|                                                                 | Démocrate                                                       | Lori Trahan (sortante)                                          | 264 698                                                         | 97,5                                                            |
|                                                                 | Write-In                                                        | Write-In                                                        | 6861                                                            | 2,5                                                             |
| Total des votes                                                 | Total des votes                                                 | Total des votes                                                 | 271 559                                                         | 100 %                                                           |
|                                                                 | Les Démocrates conservent                                       |                                                                 |                                                                 |                                                                 |

## Frontières historiques du district

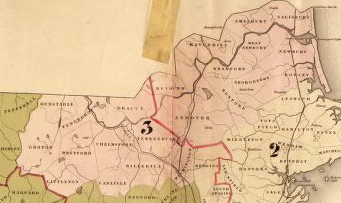
3e district congressionnel du Massachusetts, 1842
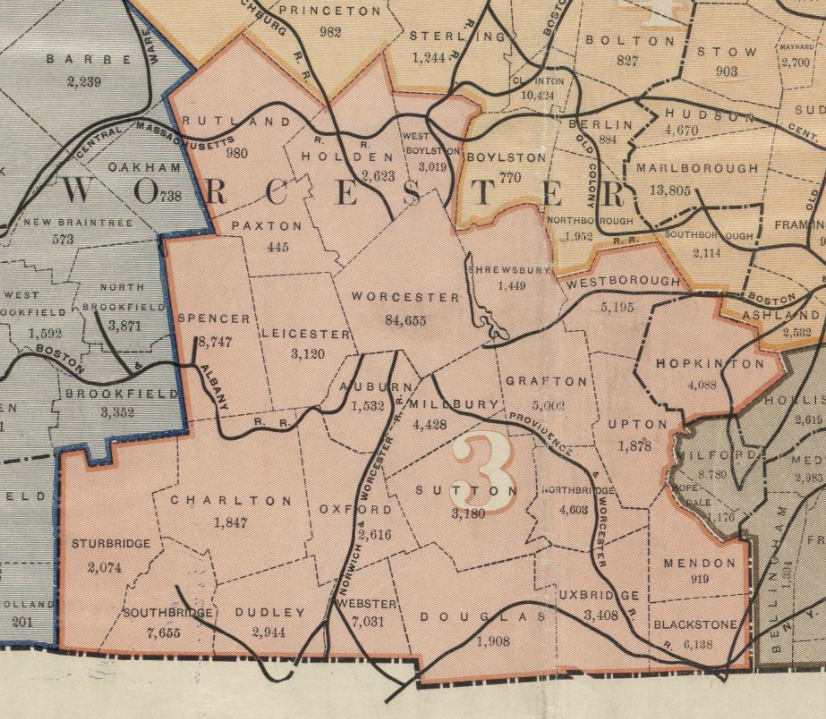
3e district congressionnel du Massachusetts, 1891
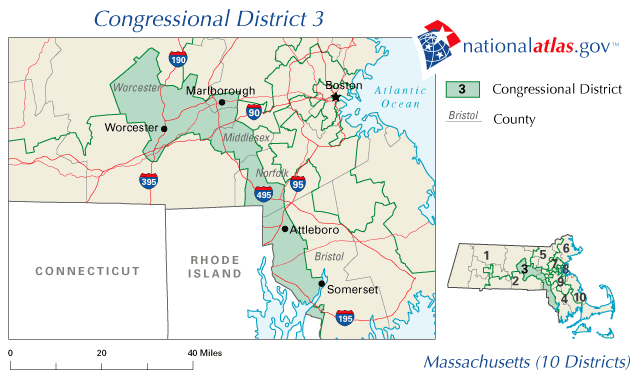
Le district de 2003 à 2013

De 2003 à 2013 : Dans le Comté de Bristol: Attleboro, Fall River (quartiers 1-3 ; quartier 4, circonscriptions A et B ; quartier 5, circonscriptions A et B ; quartier 6, circonscriptions B et C ; et quartier 8, circonscription D), North Attleborough, Rehoboth, Seekonk, Somerset, Swansea.
Dans le Comté de Middlesex: Ashland, Holliston, Hopkinton, Marlborough.
Dans le Comté de Norfolk: Franklin, Medway, Plainville, Wrentham.
Dans le Comté de Worcester: Auburn, Boylston, Clinton, Holden, Northborough, Paxton, Princeton, Rutland, Shrewsbury, Southborough, West Boylston, Westborough, Worcester.

## Pour aller plus loin
- Benson, Brent (August 31, 2018). "An overview of Massachusetts 3rd Congressional district and primary candidates". Retrieved September 4, 2018 – via Mass. Numbers
- Rose Institute of State and Local Government, "Massachusetts: 2010 Redistricting Changes: Third District", Redistricting by State, Claremont, CA:  Claremont McKenna College, archived from the original on September 15, 2020
- "Our Campaigns - United States - Massachusetts - MA - District 03". www.ourcampaigns.com. Retrieved December 31, 2020